# Ta'izz
Ta'izz este un oraș din Yemen.  În 2004 avea o populație de 2.393.425 locuitori și este capitala governatoratului Ta'izz.

## Climă
| Date climatice pentru Taiz                       | Date climatice pentru Taiz | Date climatice pentru Taiz | Date climatice pentru Taiz | Date climatice pentru Taiz | Date climatice pentru Taiz | Date climatice pentru Taiz | Date climatice pentru Taiz | Date climatice pentru Taiz | Date climatice pentru Taiz | Date climatice pentru Taiz | Date climatice pentru Taiz | Date climatice pentru Taiz | Date climatice pentru Taiz |
| Luna                                             | Ian                        | Feb                        | Mar                        | Apr                        | Mai                        | Iun                        | Iul                        | Aug                        | Sep                        | Oct                        | Nov                        | Dec                        | Anual                      |
| ------------------------------------------------ | -------------------------- | -------------------------- | -------------------------- | -------------------------- | -------------------------- | -------------------------- | -------------------------- | -------------------------- | -------------------------- | -------------------------- | -------------------------- | -------------------------- | -------------------------- |
| Maxima medie °C (°F)                             | 24.3 (75,7)                | 26.4 (79,5)                | 27.9 (82,2)                | 28.3 (82,9)                | 29.0 (84,2)                | 31.3 (88,3)                | 32.5 (90,5)                | 31.7 (89,1)                | 31.3 (88,3)                | 31.1 (88)                  | 27.6 (81,7)                | 26.1 (79)                  | 28,96 (84,12)              |
| Minima medie °C (°F)                             | 11.1 (52)                  | 13.3 (55,9)                | 16.3 (61,3)                | 18.8 (65,8)                | 19.5 (67,1)                | 19.9 (67,8)                | 20.2 (68,4)                | 19.1 (66,4)                | 17.8 (64)                  | 16.9 (62,4)                | 15.7 (60,3)                | 13.9 (57)                  | 16,88 (62,38)              |
| Ploaie mm (inches)                               | 9 (0.35)                   | 12 (0.47)                  | 37 (1.46)                  | 68 (2.68)                  | 89 (3.5)                   | 73 (2.87)                  | 60 (2.36)                  | 89 (3.5)                   | 110 (4.33)                 | 91 (3.58)                  | 17 (0.67)                  | 5 (0.2)                    | 660 (25,98)                |
| Sursa nr. 1: Hydrological Sciences               |                            |                            |                            |                            |                            |                            |                            |                            |                            |                            |                            |                            |                            |
| Sursa nr. 2: Journal of Environmental Protection |                            |                            |                            |                            |                            |                            |                            |                            |                            |                            |                            |                            |                            |